# R33 (léghajó)
Az R33 egy merev vázas brit léghajó volt, amelyet német mintára építettek az első világháború utolsó éveiben.

## Pályafutása
Az R33 léghajóosztályba mindössze két légi jármű tartozott: az R33-as és az első megszakítás nélküli transzatlanti utat megtevő R34-es. 1916-ban már készültek az R33-as tervei, amikor az LZ 76-os német zeppelin Angliában ért földet. A legénység megpróbálta megsemmisíteni a gépet, de az szinte sértetlenül, jó állapotú motorokkal került a britek kezébe, akik öt hónapon át tanulmányozták felépítését és működését. Tapasztalataikat felhasználták az R33-as osztály tervezésénél. Az R33-ast a barlow-i Armstrong-Whitworth-cég készítette, összeszerelése 1918-ban kezdődött.
Hossza 196 méter, átmérője 24 méter, térfogata 55 ezer köbméter volt. A hajó csaknem 26,5 tonna hasznos terhet tudott a levegőben szállítani. Öt 12 hengeres Sunbeam Maori típusú motor hajtotta. Csakúgy, mint kortársait, hidrogénnel töltötték fel az R33-ast. A gáz 19 rekeszben volt. Az R33-as első felszállása 1919. március 6-án volt.
A léghajót a Brit Királyi Légierő pulhami bázisára irányították, ahonnan október 14-éig 23 repülést hajtott végre, és összesen 337 órát töltött a levegőben. Egyik útján a felső géppuskaállásban rézfúvósok játszottak, hogy így népszerűsítsék a háborús kötvényeket (Victory bonds).
1920-ban leszerelték, és G–FAAG lajstromszámmal polgári szolgálatba állították. A többi között új horgonyzási technikákat gyakoroltak vele Pulhamben. Sikeresen szállított egy Sopwith Camel repülőgépet, illetve kötött ki egy új típusú, mozgatható horgonyárbóchoz. 1921 júniusában közlekedési megfigyeléseket végzett a rendőrségnek, majd júliusban a hendoni légi bemutató közönsége is láthatta.
1921. augusztus 24. – az R–38 katasztrófája – után leállították a léghajó-fejlesztéseket Nagy-Britanniában. A katonai léghajókat leselejtezték, de az R33, lévén polgári jármű, megúszta, és négy évig egy hangárban pihent Cardingtonban. 1925. április 16-án egy heves szélroham leszakította a horgonyárbócról, és elsodorta. A léghajó orra összetört, és az első gázcellából kiszökött a hidrogén. A hajót, amelyen csak néhányan tartózkodtak, az Északi-tenger fölé sodorta a szél. Elszabadulása után öt órával a legénység már képes volt irányítani a léghajót, így a reggelt várva órákon át lebegtek a holland partok felett, majd visszafordultak, és nyolc órával később megérkeztek Pulhambe. A legénységet V. György király jelenlétében kitüntették.
1925 októberétől egy DH 53 Hummingbird repülőgép indítását gyakorolták az R33-assal. A következő évben egyszerre két Gloster Grebe gépet indítottak róla. 1928-ban selejtezték le, mert jelentős elváltozásokra bukkantak fémszerkezetében. Irányító gondolája ma a hendoni RAF-múzeumban látható.

## Fordítás
- Ez a szócikk részben vagy egészben  a   R33-class airship című angol Wikipédia-szócikk fordításán alapul.  Az eredeti cikk szerkesztőit annak laptörténete sorolja fel. Ez a jelzés csupán a megfogalmazás eredetét és a szerzői jogokat jelzi, nem szolgál a cikkben szereplő információk forrásmegjelöléseként.